# Группа 13 (Варшава)
Группа 13 (пол. Grupa 13, Trzynastka, Urząd do Walki ze Spekulacją, нем. Gruppe Dreizehn, идиш דאָס דרײַצענטל‎) — неофициальное название организации евреев-коллаборационистов (пособников нацистов), действовавшей на территории Варшавского гетто во время Второй мировой войны до июля 1941 года. Своё название организация получила от штаба, который располагался по адресу: улица Лешно, 13.

## История
Группа была основана в декабре 1940 года агентом гестапо и бывшим членом организации Ха-шомер ха-цаир Абрамом Ганцвайхом. Она насчитывала примерно 300—400 членов. Её создание было санкционировано германской Службой безопасности (СД); она непосредственно подчинялась гестапо. Как цель создания организации декларировалась была борьба с ростовщичеством и спекуляцией в Варшавском гетто; на самом деле, используя свою власть, члены организации занимались вымогательством, шантажом, влияли на действия юденрата и стремились внедриться в существовавшее в Варшавском гетто подполье. Организация имела собственную тюрьму. Из членов Группы формировалась также провокационная организация Жагев, основной целью которой было выявление евреев, проживавших за пределами Варшавского гетто, и участников польского подполья, которые укрывали евреев.
В июле 1941 года Группа 13 была распущена, её штаб был включён в состав еврейской полиции. До упразднения организации весной 1941 года произошёл раскол в руководстве организации между Абрамом Ганцвайхом с одной стороны и Моррисом Коном и Зелигом Хеллером с другой. Этот раскол произошёл в результате борьбы за сферу влияния в Варшавском гетто. После роспуска организации, который произошёл из-за доноса Морриса Кона и Зелига Хеллера (которые в том же году были убиты эсэсовцами), большинство бывших членов Группы стали работать в Аварийной службе и Службе скорой помощи. Эти организации были созданы в мае 1941 года и вскоре стали неофициально использоваться для дальнейшей контрабанды. В руках бывших членов организации также сосредоточился конный экипаж Варшавского гетто.
В апреле 1942 года большинство бывших членов Группы 13 были расстреляны немцами. Абрам Ганцвайх и некоторые другие члены организации использовались Службой безопасности для проникновения в еврейское подполье. После уничтожения Варшавского гетто Абрам Ганцвайх продолжал служить немцам.